# Francisco Teixeira
Francisco José Coelho Teixeira, noto semplicemente come Francisco Teixeira (São Sebastião da Pedreira, 26 aprile 1998), è un calciatore portoghese, centrocampista del Floriana.

## Carriera
Cresciuto nel settore giovanile dell'Oriental Lisbona, debutta in prima squadra il 10 settembre 2017 in occasione dell'incontro del Campeonato de Portugal vinto 1-0 contro l'Estrela Vendas Novas. Al termine della stagione viene acquistato dal Belenenses SAD, con cui debutta in Primeira Liga il 28 settembre giocando il match perso 2-1 contro il Famalicão.

## Statistiche
Statistiche aggiornate al 6 dicembre 2020.

### Presenze e reti nei club
| Stagione        | Squadra          | Campionato      | Campionato | Campionato | Coppe nazionali | Coppe nazionali | Coppe nazionali | Coppe continentali | Coppe continentali | Coppe continentali | Altre coppe | Altre coppe | Altre coppe | Totale | Totale | Totale |
| Stagione        | Squadra          | Comp            | Pres       | Reti       | Comp            | Pres            | Reti            | Comp               | Pres               | Reti               | Comp        | Pres        | Reti        | Pres   | Reti   |        |
| --------------- | ---------------- | --------------- | ---------- | ---------- | --------------- | --------------- | --------------- | ------------------ | ------------------ | ------------------ | ----------- | ----------- | ----------- | ------ | ------ | ------ |
| 2017-2018       | Oriental Lisbona | CdP             | 23         | 4          | CP              | 0               | 0               |                    | -                  | -                  |             | -           | -           | 23     | 4      |        |
| 2020-2021       | Belenenses SAD B | CdP             | 1          | 0          |                 | -               | -               |                    | -                  | -                  |             | -           | -           | 1      | 0      |        |
| 2020-2021       | Belenenses SAD   | PL              | 4          | 0          | CP              | 0               | 0               |                    | -                  | -                  |             | -           | -           | 4      | 0      |        |
| Totale carriera | Totale carriera  | Totale carriera | 28         | 4          |                 | 0               | 0               |                    | -                  | -                  |             | -           | -           | 28     | 4      |        |